# Múnia de Castella
Múnia de Castella, Muniadona o Mumadonna (995-1066) fou reina consort del regne de Pamplona pel seu matrimoni amb el rei Sanç III de Pamplona (1011-1035), al qual s'afegiren els territoris del comtat de Ribagorça (1017-1035) i de Castella (1028-1035) pels seus drets dinàstics.

## Vida i drets dinàstics
Filla segona del comte de Castella Sanç I Garcia i de la seva dona Urraca Salvadórez, de la família comtal Banu Gómez, Múnia contragué matrimoni amb el futur rei de Navarra, d'Aragó, comte de Sobrarb i comte de Ribagorça Sanç III de Navarra, dit el Major, al voltant de 1011. D'aquest matrimoni en tingueren quatre fills:
- Garcia Sanxes III de Pamplona el de Nájera, rei de Pamplona (ca. 1012-1054), casat amb Etienette (Estefania) de Barcelona o Foix.
- Gonçal de Ribagorça (ca. 1014-1045), comte de Sobrarb i de Ribagorça
- Ferran I de Lleó el Magne o Ferran Sanches (ca. 1016-1065), comte de Castella (1029–1037) i rei de Lleó (1037–1065), casat amb Sança I de Lleó, germana del rei Beremund III.
- Bernat Sanches (?-1024)
- Ximena Sanches (1018-1063), esposa del rei Beremund III de Lleó.[1]

El 1017, el comte de Ribagorça, Guillem de Ribagorça, va ser assassinat durant una expedició a la vall d'Aran, lloc en el qual aspiraven a la successió del comte i dels seus territoris tant Major Garcia, filla de comte de Castella Garcia I i d'Ava de Ribagorça i vídua de Ramon III de Pallars Jussà, com el rei Sanç Garcia III, que reclamava els drets dinàstics de la seva esposa Múnia, neta d'Ava de Ribagorça i besneta de Ramon III de Ribagorça. El 1017 les tropes navarreses van envair el comtat i Sanç es feu amb el control dels territoris de Guillem Isarn.
Novament, el 1028, foren invocats els seus drets dinàstics. Després de l'assassinat del comte Garcia Sanç de Castella - comès per membres de la família Vela a Lleó -, el rei Sanç el Major es feu amb el control del comtat, ja que la seva esposa Múnia er agermana del difunt. No obstant això, el seu fill Ferran fou designat amb el títol comtal en 1029.

## Testament
Feu testament el 13 de juny de 1066, segons el qual determinava la cessió definitiva dels cavalls que havia prestat als qui els gaudien fins al moment i la llibertat dels sarraïns convertits al cristianisme que es trobaven sota la seva dependència. Va declarar el monestir de Sant Martí de Frómista, que ella havia edificat, titular dels seus béns seents, assignant-li a més altres possessions a Bobadilla i Agero, les tèrcies decimals de Frómista i Población de Campos, així com mig prat i una serna a Villota. Va dividir les ovelles, vaques i egües que posseïa a Frómista entre els centres eclesiàstics de Santa Maria, Sant Joan Baptista i Sant Martí, i les vaques que tenia a Astúries entre el lloc on fos enterrada, el monestir de Sant Martí de Frómista i els tres monjos que s'encarreguessin d'orar per la seva ànima.